# Malagaranahalli, Maddur
Malagaranahalli là một làng thuộc tehsil Maddur, huyện Mandya, bang Karnataka, Ấn Độ.